# Inditex
Inditex S.A., «Индитекс» — испанская компания, владелец крупных сетей магазинов (Zara Home, Massimo Dutti, Bershka, Oysho, Pull & Bear, Stradivarius, Uterqüe), мировой лидер в сфере розничной торговли одеждой. Полное наименование — Industria de Diseño Textil Sociedad Anónima. Штаб-квартира — в городе Артейхо (Галисия, Испания). Держателем контрольного пакета акций остаётся основатель компании Амансио Ортега.

## История
Амансио Ортега родился в 1936 году и с 13 лет начал работать посыльным в магазине рубашек. В начале 1960-х годов он начал сам шить, подражая дизайнам высокой моды, сначала на дому, затем в 1963 году открыл свою фабрику. В 1975 году в испанской Ла-Корунье Ортега открыл первый магазин под маркой Zara. Магазин пользовался большим успехом, поскольку предлагал недорогие копии дизайнерской одежды. Зарегистрировав в 1976 году своё предприятие под названием Goasam, Ортега начал развивать сеть из подобных магазинов. В начале 1980-х годов Ортега решил для ускорения процесса внедрения новых дизайнов в массовое производство начать применения компьютерных технологий, для чего в 1984 году в компанию был приглашён компьютерный специалист из ConAgra Хосе Мария Кастеллано (исп. José María Castellano). Благодаря ему на процесс, ранее занимавший до полугода теперь хватало 10—15 дней, кроме того, в компании работала целая команда дизайнеров (более 200 в начале XXI века, более 700 на 2018 год). Это позволяло быстро адаптироваться под вкусы потребителей и полностью обновлять коллекцию каждые две недели.
В 1985 году компания Goasam была преобразована в Industria de Diseño Textil S.A. (предприятие текстильного дизайна), сокращённо Inditex. К концу 1980-х годов компании принадлежало уже 80 магазинов Zara в Испании, в 1988 году был открыт первый магазин за рубежом, в Португалии. В 1989 году компания вышла на рынок США, но без особого успеха (в начале 2000-х там было всего 6 магазинов), значительно лучше продвигался такой формат магазинов в Европе, с 1990 года во Франции, с 1993 года в Греции, с 1994 года в Бельгии и Швеции, с 1995 года на Мальте и со следующего года на Кипре. В конце 1990-х годов темп освоения новых рынков ускорился: в 1997 году были открыты магазины в Израиле, Норвегии, Турции и Японии, в 1998 году — в Аргентине, Великобритании и Венесуэле, а также на правах франчайзинга на Ближнем Востоке. К 2000 году магазины Zara появились в Германии, Нидерландах и ряде стран Восточной Европы.
Компания развивалась не только географически, но и осваивала новые категории покупателей. В начале 1990-х годов в магазинах Zara появились отделы детской одежды Kiddy’s Class, в 1991 году была основана новая сеть магазинов, Pull & Bear, ориентированная на городской стиль, также в этом году была куплена 65-процентная доля в компании Massimo Dutti, в 1995 году она была поглощена полностью. В 1998 году была основана сеть Bershka, а в 1999 году куплена сеть Stradivarius, обе ориентированы на молодёжную одежду. В 2001 году появились магазины нижнего белья Oysho, а в 2003 году — сеть товаров для дома Zara’s Home. В 2008 году была основана сеть магазинов аксессуаров Uterque.
В 2000 году штаб-квартира была перенесена из Ла-Коруньи в новое здание в Артейхо. В следующем году Inditex стала публичной компанией, разместив более 20 % акций на Мадридской фондовой бирже, что сделало Ортегу самым богатым человеком Испании. К 2004 году количество магазинов превысило 2000, были освоены такие страны, как Люксембург, Исландия, Ирландия, Иордания и Пуэрто-Рико в 2001 году, Швейцария, Финляндия, Сальвадор и Сингапур в 2002 году, Россия, Словакия, Малайзия и Гонконг в 2003 году.
Начиная с 2010-х годов рост числа магазинов замедлился, в некоторых странах, в первую очередь в Испании, их количество начало сокращаться. Это объясняется ростом конкуренции со стороны интернет-магазинов. К новым условиям компания адаптировалась, также начав торговлю онлайн, в 2018 году 12 % выручки дала торговля через Интернет. В отличие от других сетей, закрытие магазинов не сопровождается сокращением персонала, закрываются в основном небольшие магазины, взамен открываются большие торговые центры, таким образом общая торговая площадь и количество сотрудников продолжает расти.

## Собственники и руководство
Амансио Ортега Гаона (Amancio Ortega Gaona) — основатель компании, член совета директоров, председатель совета директоров до 2011 года, держатель контрольного пакета акций (59,294 %), один из богатейших людей планеты. Его дочери, Мере Сандре Ортега (исп. Mera Sandra Ortega) принадлежит ещё 5,05 % акций компании.
Пабло Исла (Pablo Isla Alvarez de Tejera) — председатель совета директоров с 2011 года, главный исполнительный директор с 2005 года. До прихода в Inditex был председателем совета директоров Altadis, ещё раньше карьера проходила в Banco Popular и министерстве экономики и финансов (генеральный директор государственных активов, 1996—1998 год). Также член советов директоров Telefonica и Nestlé.
В ноябре 2021 года компания объявила, что Мара Ортега Перес, дочь основателя, станет председателем компании .

## Деятельность
Маркетинговая стратегия компании получила название «быстрая мода», поскольку предусматривает быстрое внедрение новых дизайнов в массовое производство, от разработки дизайна до доставки в магазины проходит менее месяца (у других компаний около 5 месяцев). У компании минимальные расходы на рекламу, 0,3 % от выручки, у конкурентов в среднем 3,5 %, у Nike — более 10 %. У компании есть собственные фабрики в Испании, на них производится около 40 % пробных партий новых дизайнов, остальная доля пробных партий и массовое производство осуществляется сторонними компаниями в Португалии, Марокко, Турции и странах Азии; общее количество фабрик — более 7 тысяч. У компании два логистических центра, в Артейхо и Сарагосе, через которые проходит вся продукция Inditex.
На 2018 год производством продукции Inditex занимались 7235 фабрик, из них 1286 поставляли сырьё (ткани и нитки), 4905 занимались пошивом. По количеству людей, задействованных в производстве, ведущие места занимают Бангладеш (537 тысяч), КНР (410 тысяч), Индия (275 тысяч), Турция (251 тысяча), Пакистан (232 тысячи), Камбоджа (143 тысячи), Вьетнам (138 тысяч), Марокко (85 тысяч), Португалия (52 тысячи), Испания (9 тысяч).
Сеть Inditex насчитывает 7490 магазинов в 96 странах, в 156 странах продукция компании доступна онлайн. Основные бренды:
- Zara — 2131 магазин в 96 странах, в 154 странах доступен онлайн, оборот 18 млрд евро.
- Pull & Bear — 974 магазина в 75 странах, в 34 странах доступен онлайн, оборот 1,86 млрд евро.
- Massimo Dutti — 766 магазинов в 76 странах, в 37 странах доступен онлайн, оборот 1,8 млрд евро.
- Oysho — 678 магазинов в 55 странах, в 34 странах доступен онлайн, оборот 570 млн евро.
- Bershka — 1107 магазинов в 75 странах, в 35 странах доступен онлайн, оборот 2,24 млрд евро.
- Zara Home — 603 магазина в 68 странах, в 38 странах доступен онлайн.
- Stradivarius — 1011 магазинов в 66 странах, в 32 странах доступен онлайн, оборот 1,53 млрд евро.
- Uterque — 92 магазина в 17 странах, в 32 странах доступен онлайн, оборот 101 млн евро.

Основным регионом деятельности является Европа, дающая более 60 % выручки. В 2018 году на домашний рынок пришлось 16,2 % выручки (эта доля неуклонно сокращается, до начала кризиса 2008 года она составляла 37 %), 45,1 % даёт остальная Европа, 15,5 % — Америка, 23,2 % — другие регионы. Наибольшее количество магазинов в следующих странах: Испания (1635), КНР (589, ещё 35 в Гонконге), Россия (547)*, Мексика (414), Италия (390), Португалия (339), Франция (290), Польша (249), Турция (228), Саудовская Аравия (182), Греция (165), Япония (147), Германия (134), Румыния (121), Великобритания (108), США (102), Бельгия (85), Израиль (79), Нидерланды (78), Бразилия (72), Индонезия (67), Республика Корея (67), Украина (65).
В марте 2022 года из-за санкций Inditex приостановила деятельность всех магазинов подконтрольных брендов на территории РФ, но не исключает возвращения на российский рынок при условии нормализации ситуации с военным вторжением России на территорию Украины.
В списке крупнейших публичных компаний мира Forbes Global 2000 за 2019 год Inditex заняла 289-е место, в том числе 327-е по обороту, 188-е по чистой прибыли, 109-е по активам и 100-е по рыночной капитализации. Из компаний, специализирующихся на одежде и обуви, в этом списке Inditex занимает третье место после Christian Dior (143-е место) и Nike (280-е место).
|                        | 2000  | 2001  | 2002  | 2003  | 2004  | 2005  | 2006  | 2007  | 2008  | 2009  | 2010  | 2011  | 2012  | 2013  | 2014  | 2015  | 2016  | 2017  | 2018  |
| ---------------------- | ----- | ----- | ----- | ----- | ----- | ----- | ----- | ----- | ----- | ----- | ----- | ----- | ----- | ----- | ----- | ----- | ----- | ----- | ----- |
| Оборот                 | 2,615 | 3,250 | 3,974 | 4,599 | 5,569 | 6,741 | 8,196 | 9,435 | 10,41 | 11,05 | 12,53 | 13,79 | 15,95 | 16,72 | 18,12 | 20,90 | 23,31 | 25,34 | 26,15 |
| Чистая прибыль         | 0,259 | 0,340 | 0,438 | 0,447 | 0,639 | 0,803 | 1,002 | 1,250 | 1,253 | 1,322 | 1,741 | 1,946 | 2,367 | 2,382 | 2,510 | 2,882 | 3,161 | 3,372 | 3,448 |
| Собственный капитал    | 1,171 | 1,486 | 1,761 | 2,106 | 2,393 | 2,921 | 3,471 | 4,217 | 4,749 | 5,329 | 6,386 | 7,415 | 8,446 | 9,246 | 10,43 | 11,41 | 12,71 | 13,50 | 14,65 |
| Сотрудников, тыс. чел. | 24,00 | 26,72 | 32,54 | 39,76 | 47,05 | 58,19 | 69,24 | 79,52 | 89,11 | 92,30 | 100,1 | 109,5 | 120,3 | 128,3 | 137,1 | 152,9 | 162,5 | 171,8 | 174,4 |